# Adele Kment
Adele Kment (* 13. August 1881 in Wien; † 31. August 1950 ebenda) war eine österreichische Schriftstellerin, die vor allem für ihre Heimatromane bekannt war.

## Leben
Adele Kment wurde am 13. August 1883 in Wien geboren, wo sie auch aufwuchs und hier unter anderem zwei Semester Volkswirtschaft studierte. Bereits in ihrer Jugend war sie als Mitarbeiterin bei diversen Zeitungen aktiv und kam erst in späteren Jahren zur eigentlichen Schriftstellerei. Dabei galt sie mit ihren Romanen und Novellen als eine beliebte und vielgelesene Unterhaltungsschriftstellerin, die bei einem einfachen Erzählstil gute Beobachtungsgabe, Interesse an sozialen Problemen und ihre Liebe zu den „Leuten vom Grund“ und zur Stadt zeigte. Lange Zeit trat sie auch als Präsidentin der katholischen Schriftstellervereinigung „Winfried“ in Erscheinung. Zu ihren bekanntesten Werken zählen unter anderem Heimat am Schönbrunnerpark, Der Weg nach Wien, Herzlieb und Rosenrot, Offmey. Geschichte der alten Stadt Hainburg, Die Söhne Napoleons, Rund um den Stefansturm, Das Haus der guten Chunradin oder Der vielgeliebte König, als eines ihres letzten Werke. Kurz nach ihrem 67. Geburtstag verstarb Kment am 31. August 1950 in ihrem Heim am Leopoldauer Platz 23 im 21. Wiener Gemeindebezirk Floridsdorf.

## Werke (Auswahl)
- Heimat am Schönbrunnerpark, 1932, Neuauflage 1948
- Der Weg nach Wien, 1934, Neuauflage 1946
- Herzlieb und Rosenrot. Liebe um den jungen Aar, 1935, Neuauflage 1946
- Offmey. Roman aus der Vergangenheit der alten Stadt Hainburg, 1936
- Die Söhne Napoleons. Liebesgeschichte um den Herzog von Reichstadt, 1946
- Rund um den Stefansturm. Sagen und Legenden, 1946
- Die heilige barmherzige Schwester Katharina Labouré, 1947
- Das Haus der guten Chunradin, 1946
- Der vielgeliebte König, 1950